# Inhibitor al recaptării de serotonină și noradrenalină
Inhibitorii recaptării de serotonină și noradrenalină (prescurtați IRSN) sunt o clasă de medicamente utilizate în general ca antidepresive, în tratamentul tulburării depresive majore, a anxietății și a altor condiții psihologice. Aceștia acționează crescând nivelele extracelulare de serotonină și de noradrenalină, blocând procesul de recaptare la nivelul celulei presinaptice, datorită afinității pentru transportorii celor doi neuromediatori (SERT și NET).